# Ieroteo II di Alessandria
Papa Ieroteo II, detto Staphylopatis (in greco Ιερόθεος Β΄; Sifanto, ... – 1º gennaio 1858), è stato papa e patriarca greco-ortodosso di Alessandria e di tutta l'Africa tra il 1847 e il 1858.
Nacque a Sifanto. Dopo la sua elezione, e su iniziativa di Mikhail Tositsa, fondò la Chiesa dell'Annunciazione della Vergine ad Alessandria, che inaugurò il 25 marzo 1856. Fondò inoltre la Scuola ellenica femminile nella città.
Partecipò a vari sinodi, tra cui quello di Costantinopoli nel 1850, che conferì l'autocefalia alla Chiesa di Grecia.